# هيكارو نيشيدا
هيكارو نيشيدا (باليابانية: 西田ひかる؛ بالكانا: にしだ ひかる) هي مغنية وتارينتو وكاتِبة وممثلة يابانية، ولدت في 16 أغسطس 1972 في كاواساكي في اليابان.

## وصلات خارجية
- الموقع الرسمي
- هيكارو نيشيدا على موقع IMDb (الإنجليزية)
- هيكارو نيشيدا على موقع ميوزك برينز (الإنجليزية)
- هيكارو نيشيدا على موقع ميوزك برينز (الإنجليزية)
- هيكارو نيشيدا على موقع ديسكوغز (الإنجليزية)
- هيكارو نيشيدا على موقع ديسكوغز (الإنجليزية)
- هيكارو نيشيدا على موقع قاعدة بيانات الفيلم (الإنجليزية)
- هيكارو نيشيدا على موقع كينوبويسك (الروسية)